# Кјара Роза
италијанско
Кјара Роза (итал. Chiara Rosa; Кампосампјеро, 28. јануар 1983) је италијанска атлетичарка специјалиста за бацање кугле.

## Спортска биографија
Кјара Роза освајала је медаље на разним такмичењима. Била је друга на Летњој универзијади 2009, два пута трећа на Медитеранским играма и четири пута трећа на Зиммском купу Европе у бацачким дисциплинама. Два пута је била трећа на Екипном првенству Европе у Бергену 2010. и 2011. у Стокхолму.
Њен лични рекорд у бацању кугле од 19,15 метара, постигнут у јуну 2007. године у Милану, а потврђен 2009. у Берлину актуелни је рекорд Италије. .

## Значајнији резултати
| Год.    | Такмичење                    | Место                        | Плас.   | Резултат | Бел.                                         |
| Италија | Италија                      | Италија                      | Италија | Италија  | Италија                                      |
| ------- | ---------------------------- | ---------------------------- | ------- | -------- | -------------------------------------------- |
| 1999    | Светско првенство за младе   | Бидгошћ, Пољска              |         | 14,64 м  |                                              |
| 2000    | Светско јуниорско првенство  | Сантијаго де Чиле, Чиле      | 12.     | 14,61 м  |                                              |
| 2002    | Светско јуниорско првенство  | Кингстон, Јамајка            | 4.      | 16,53 м  |                                              |
| 2003    | Европско првенство У-23      | Бидгошћ, Пољска              | 4.      | 16,49 м  |                                              |
| 2005    | Медитеранске игре            | Алмерија, Шпанија            |         | 17,34 м  |                                              |
| 2005    | Европско првенство У-23      | Ерфурт, Немачка              |         | 118,22 м |                                              |
| 2005    | Универзијада                 | Измир, Турска                | 5.      | 17,10    | Архивирано на веб-сајту (16. септембар 2018) |
| 2006    | Европско првенство           | Гетеборг, Шведска            | 8.      | 18,23 м  |                                              |
| 2007    | Зимски куп                   | Јалта, Украјина              | .       | 18,14 м  | Архивирано на веб-сајту (24. септембар 2015) |
| 2007    | Светско првенство            | Осака, Јапан                 | 8.      | 18,39 м  |                                              |
| 2007    | Светско атлетско финале      | Штутгарт, Немачка            | 6.      | 17,82 м  |                                              |
| 2008    | Светско првенство у дворани  | Валенсија, Шпанија           | 5.      | 18,68 м  |                                              |
| 2008    | Зимски куп                   | Сплит, Хрватска              |         | 18,05 м  |                                              |
| 2008    | Олимпијске игре              | Пекинг, Кина                 | 13.     | 18,22 м  |                                              |
| 2009    | Зимски куп                   | Тенерифе, Шпанија            |         | 18,55 м  |                                              |
| 2009    | Медитеранске игре            | Пескара, Италија             |         | 17,24 м  |                                              |
| 2009    | Универзијада                 | Београд, Србија              |         | 18,21    |                                              |
| 2009    | Европско екипно првенство    | Леирија, Португалија         |         | 18,57 м  |                                              |
| 2009    | Светско првенство            | Берлин, Немачка              | 16.     | 17,89 м  |                                              |
| 2010    | Европско екипно првенство    | Берген, Норвешка             |         | 17,77 м  |                                              |
| 2010    | Европско првенство           | Барселона, Шпанија           | 13.     | 17,49м   |                                              |
| 2011    | Европско првенство у дворани | Париз, Француска             | 7.      | 17,54 м  |                                              |
| 2011    | Зимски куп                   | Софија, Бугарска             |         | 17,39 м  |                                              |
| 2011    | Европско екипно првенство    | Стокхолм, Шведска            |         | 17,18 м  |                                              |
| 2011    | Светско првенство            | Тегу, Јужна Кореја           | 14.     | 18,28 м  |                                              |
| 2012    | Европско првенство           | Хелсинки, Финска             |         | 18,47 м  |                                              |
| 2012    | Олимпијске игре              | Лондон, Уједињено Краљевство | 14.     | 18,30 м  |                                              |
| 2013    | Европско првенство у дворани | Гетеборг, Шведска            | 4.      | 18,37 м  |                                              |
| 2013    | Светско првенство            | Москва, Русија               | 22.     | 17,18 м  |                                              |
| 2014    | Светско првенство у дворани  | Сопот, Пољска                | 11.     | 17,31 м  |                                              |
| 2014    | Европско првенство           | Цирих, Швајцарска            | 5.      | 18,10 м  |                                              |
| 2015    | Европско првенство у дворани | Праг, Чешка                  | 9.      | 16,75 м  |                                              |
| 2015    | Светско првенство            | Пекинг, Кина                 | 14.     | 17,54 м  |                                              |

## Лични рекорди
| Дисциплина   | Дисциплина   | Резултат | Место      | Датум            |
| ------------ | ------------ | -------- | ---------- | ---------------- |
| Бацање кугле | На отвореном | 19,15    | Милано     | 24. јун 2007.    |
| Бацање кугле | На отвореном | 19,15    | Берлин     | 14. јул 2009.    |
| Бацање кугле | У дворани    | 18,68    | Валенсија  | 9. март 2008.    |
| Бацање диска | На отвореном | 46,17    | Ђоја Тауро | 6. фебруар 2003. |